# Louis Frommelt
Louis Frommelt (ur. 3 maja 1943, zm. 28 lutego 2005 w Balzers) – liechtensteiński strzelec, olimpijczyk. 
Brał udział w igrzyskach olimpijskich w 1972 (Monachium). Startował tam tylko w konkurencji strzelania z karabinu małokalibrowego w pozycji leżącej z odl. 50 m, w której zajął 87. miejsce.

## Wyniki olimpijskie
| Igrzyska | Konkurencja                       | Wynik                           | Miejsce     | Źródło |
| -------- | --------------------------------- | ------------------------------- | ----------- | ------ |
| IO 1972  | Karabin małokalibrowy leżąc, 50 m | 580 punktów (99-99-95-96-95-96) | 87 (na 101) | [ 1 ]  |